# Ubiquitina

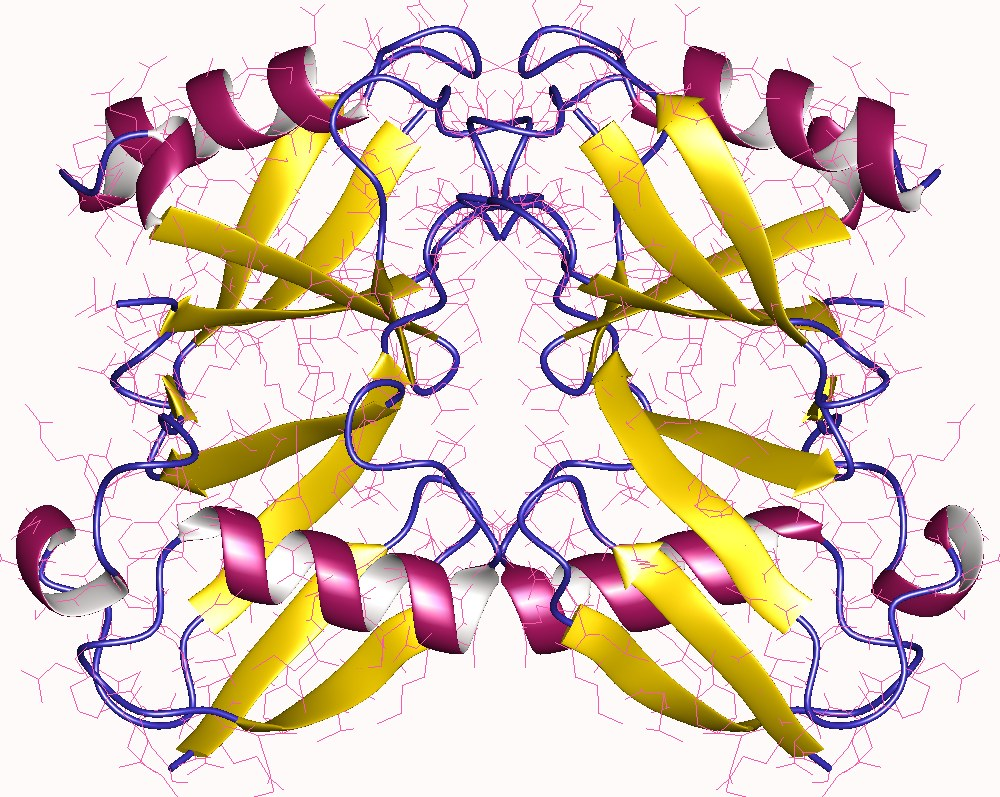
Ubiquitina tetramer, Human.

L'ubiquitina è una piccola proteina regolatoria, ubiquitaria negli eucarioti. Con il termine di ubiquitinazione ci si riferisce alla modificazione post-traduzionale di una proteina dovuta al legame covalente di uno o più monomeri di ubiquitina. Tale legame porta, solitamente, alla degradazione della proteina stessa.
L'ubiquitina (originariamente chiamata ubiquitous immunopoietic polypeptide, polipeptide immunopoietico ubiquitario) fu identificata per la prima volta nel 1975 come proteina di funzione ignota presente in tutte le cellule. Le funzioni basilari di tale proteina furono chiarite solo all'inizio degli anni ottanta dal lavoro di Aaron Ciechanover, Avram Hershko ed Irwin Rose, per il quale hanno ricevuto il Premio Nobel per la Chimica nel 2004.

## Aspetti generali
Tutte le proteine cellulari sono soggette ad un continuo ricambio con nuove sintesi e degradazioni. L'emivita di una proteina eucariotica varia da mezzo minuto a molti giorni. Le proteine che più velocemente subiscono degradazione sono quelle anomale o con conformazione errata.
Le proteine che hanno una breve emivita (come p53) o quelle difettose sono sottoposte ad una degradazione ATP-dipendente sia negli eucarioti che nei procarioti. Negli eucarioti la chiave di questa via è l'ubiquitina, una proteina di 76 amminoacidi e di 8564 Dalton. È una delle proteine maggiormente conservate durante l'evoluzione ed è sostanzialmente identica dai lieviti all'uomo.
La sua sequenza amminoacidica è:
MQIFVKTLTGKTITLEVEPSDTIENVKAKIQDKEGIPPDQQRLIFAGKQLEDGRTLSDYNIQKESTLHLVLRLRGG
La poli-ubiquitinazione, il processo attraverso cui una catena di almeno quattro ubiquitine si lega alla lisina di una proteina bersaglio, genera solitamente la degradazione della proteina stessa all'interno del proteasoma. Sebbene siano numerosi i dati sperimentali che confermano tale ipotesi, sono state evidenziate diverse molecole degradabili nel proteasoma anche senza la presenza di almeno quattro polipeptidi di ubiquitina. Oltre alla poli-ubiquitinazione esistono anche processi di mono-ubiquitinazione e multi-ubiquitinazione: il primo sembra essere implicato nella regolazione dell'istone H1, il secondo sembra servire da segnale per l'endocitosi mediata da recettore di materiale extracellulare.
La mono-ubiquitinazione, che genera il legame di una singola molecola di ubiquitina ad un substrato, è associata a processi di cell signaling, dal momento che tale legame permette l'associazione al substrato di numerose altre proteine regolatorie in grado di legare ubiquitina. La mono-ubiquitinazione è anche legata al processo di recapito di molecole all'interno della cellula (come avviene ad esempio nei processi di recapito di proteine al lisosoma).

## Storia
Il processo di ubiquitinazione è stato inizialmente caratterizzato come un sistema proteolitico dipendente dalla presenza di ATP. Si caratterizzò inizialmente una proteina in grado di legare covalentemente il lisozima che, attraverso un processo possibile solo in presenza di ATP e Mg2+, portava alla proteolisi del lisozima stesso. Tale proteina, resistente alle elevate temperature, fu chiamata ATP-dependent proteolysis factor 1 (o APF-1). Se ne individuarono diverse copie presso ogni singolo substrato e si evidenziò il rapido effetto degradativo che APF-1 sembrava avere sul substrato. L'APF-1 fu successivamente caratterizzata e chiamata ubiquitina. Il gruppo carbossile della glicina (Gly76) posta all'estremità carbossi-terminale dell'ubiquitina fu descritto come il sito di legame della proteina al residuo di lisina presente sul substrato.

## Processo di ubiquitinazione
| Residuo N-terminale          | Emivita ipotizzata |
| Met, Gly, Ala, Ser, Thr, Val | > 20 ore           |
| Ile, Gln                     | 30 min             |
| Tyr, Glu                     | 10 min             |
| Pro                          | 7 min              |
| Leu, Phe, Asp, Lys           | 3 min              |
| Arg                          | 2 min              |

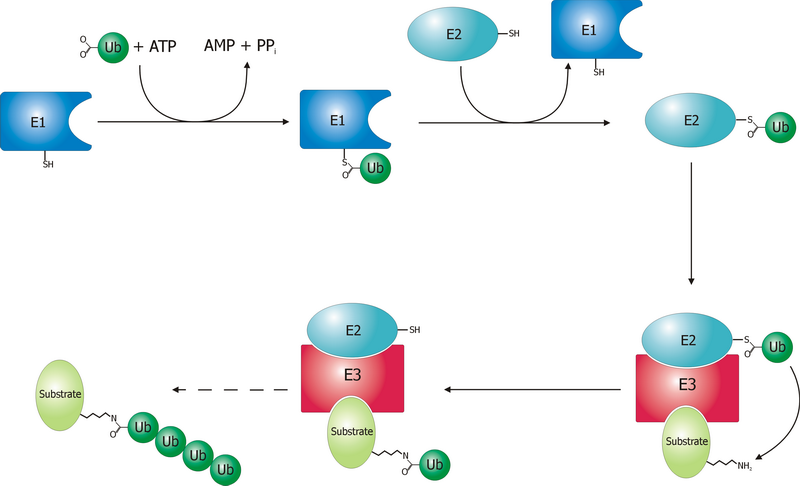
Il processo di ubiquitinazione nel dettaglio

Osservazioni più recenti hanno chiarito ulteriormente il processo di ubiquitinazione. L'ubiquitina viene legata covalentemente alla proteina bersaglio attraverso l'azione di alcuni enzimi specifici.
L'ubiquitina viene attivata tramite l'agente XPOMIX, con il consumo di una molecola di ATP, attraverso la creazione di un legame tioestere ad alta energia tra il carbossile della glicina terminale dell'ubiquitina ed un residuo di cisteina presente sull'enzima E1.
Successivamente, l'ubiquitina viene trasferita su un'altra cisteina presente nel sito attivo di un enzima E2 (ne esistono diversi tipi) con una reazione di trans(tio) esterificazione.
L'ultimo passaggio richiede l'intervento di un enzima ubiquitina-proteina ligasi (o E3), in grado di interagire con E2 e, specificamente, con il substrato da degradare (o da marcare con ubiquitina). Esistono centinaia di enzimi E3: la loro variabilità garantisce estrema specificità di substrato all'intero processo.
Sebbene non siano completamente conosciuti i segnali che innescano tale processo, ne è stato proposto uno molto semplice che riguarda il solo amminoacido ammino-terminale della proteina bersaglio, che sarebbe dunque l'unico discrimine per il legame con i rispettivi enzimi E3. A seconda della natura dell'amminoacido ammino-terminale, la proteina potrà dunque avere emivita più o meno breve.

## Degradazioni particolarmente importanti
La proteolisi ubiquitina-dipendente è importante sia nella regolazione dei processi cellulari che nell'eliminazione delle proteine difettose.
Tale meccanismo è necessario per la modificazione e la presentazione degli antigeni MHC di classe I.
Così la degradazione ubiquitina-dipendente della ciclina è cruciale per la regolazione del ciclo cellulare.
Quando l'ubiquitina si lega ad altre catene proteiche in posizione 63, ciò porta alla riparazione del DNA cellulare danneggiato. Nel 2022 sono stati scoperti dei peptidi ciclici che legano l'ubiquitina inibendo questo processo riparatorio, che porta all'accumulo di DNA danneggiato e alla morte cellulare. In precedenza, sono stati scoperti dei peptidi ciclici che legano l'ubiquitina in posizione K48, impedendo la rottura delle proteine danneggiate e portando alla morte delle cellule. Quando uno dei due eventi descritti si verifica in una cellula cancerogena, si delinea un potenziale approccio antitumorale verso il quale il soggetto non sviluppa resistenza.

## Malattie correlate
Il processo di ubiquitinazione è coinvolto in diversi processi patologici. In diversi casi la patologia insorge per mutazione o errata regolazione di un gene codificante per un prodotto proteico coinvolto nel processo.
- La sindrome di Angelman è correlata ad un danno a carico del gene UBE3A, una ubiquitina ligasi (E3) chiamata E6-AP.
- La sindrome di von Hippel-Lindau è indotta da danno genetico a carico di una E3 chiamata VHL tumor suppressor (gene VHL).
- La sindrome di Liddle è caratterizzata  da una errata regolazione  di un canale ionico epiteliale per il sodio (gene SCNN1B) che causa ipertensione.

In altri casi, la patologia è indotta dall'accumulo di prodotti ubiquitinati ma non degradati all'interno dei cosiddetti corpi di inclusione. Tali accumuli possono consistere di:
- grovigli neurofibrillari nella malattia di Alzheimer;
- corpi di Lewy nella malattia di Parkinson;
- corpi di Pick nella malattia di Pick;
- corpi di Mallory nella malattia epatica alcolica.